# Reiderland (landstreek)

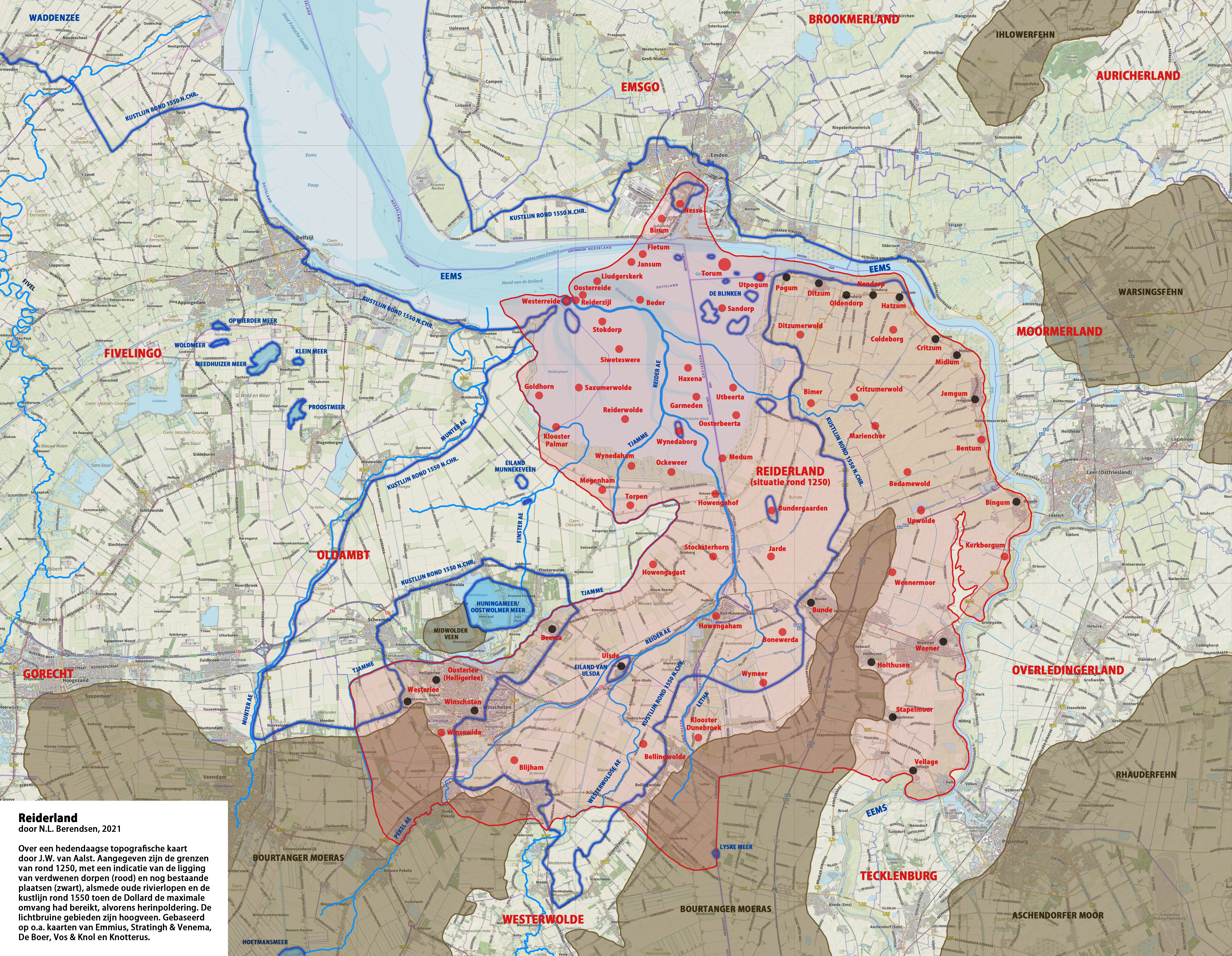
Het Reiderland (in rood) over een hedendaagse topografische kaart. De locatie van de verdronken dorpen is gedeeltelijk gebaseerd op de gefingeerde kaart van Jacob van der Mersch uit 1574.

Het Reiderland (Duits: Rheiderland) is een landstreek in het grensgebied van Nederland en Duitsland, onderdeel van de Nederlandse provincie Groningen en de Landkreis Leer in Oost-Friesland in de Duitse deelstaat Nedersaksen. In Nederland is de naam na de middeleeuwen in vergetelheid geraakt, maar opnieuw actueel geworden door de naamgeving van de gemeente Reiderland, die bestond van 1990 tot 2009.
Het Duitse Rheiderland is de gangbare naam voor de landstreek tussen Eems en Dollard. Het bestond vanaf de 15e eeuw uit twee bestuurlijke districten: Niederrheiderland (Amt Jemgum, tot 1808 onderdeel van Amt Emden) en Oberrheiderland (Amt Weener, tot 1808 onderdeel van Amt Leerort). Beide werden in 1885 samengevoegd tot de Kreis Weener, die in 1932 opging in de Landkreis Leer.

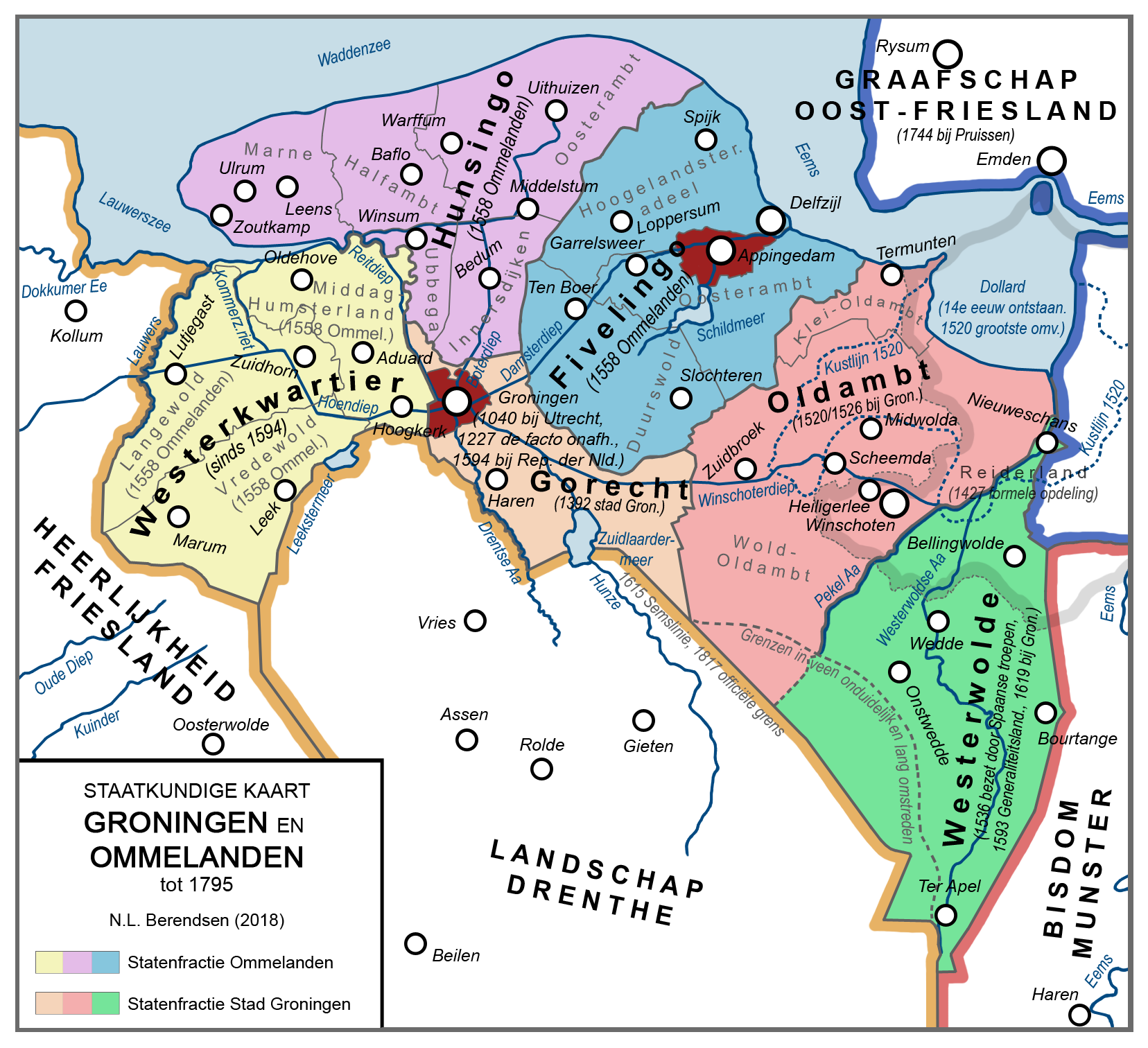
Kaart van de staatkundige situatie van Groningen voor 1795, met indicatie van de grenzen van het Nederlandse deel van het Reiderland in de 14e eeuw

## Geografie
Het middeleeuwse Reiderland omvatte aan Nederlandse kant een deel van de gemeente Oldambt, te weten de voormalige gemeenten Reiderland en Winschoten en het zuidoostelijke deel van de voormalige gemeente Scheemda (de dorpen Heiligerlee en Westerlee). Daarnaast behoorde het grootste deel van de voormalige gemeente Bellingwedde (met de dorpen Bellingwolde, Blijham en Oudeschans) tot het historische Reiderland. Hiertoe behoorde verder de Punt van Reide in de huidige gemeente Eemsdelta. Finsterwolde hoorde oorspronkelijk niet bij het Reiderland, maar maakte vanaf 1990 wel deel uit van de gelijknamige gemeente.
Aan Duitse kant bleef de naam R(h)eiderland actueel. Daartoe behoren de gemeenten Bunde, Jemgum, Weener en het dorp Bingum, dat behoort tot de gemeente Leer. De noord- en oostgrens wordt gevormd door de rivier de Eems en de Eemsmonding. Tot Reiderland behoorde van oudsher ook het verdronken eiland Nesse, dat deel uitmaakt van de haven van Emden.
Tussen het Nederlandse en het Duitse deel van Reiderland ligt de Dollard. Vóór het doorbreken van de Eemsdijk liep de oude kustlijn vanaf de huidige Punt van Reide in een vrijwel rechte lijn naar Emden om daarna door te lopen naar Pogum. Aan de kustlijn lagen en liggen voornamelijk wierdedorpen, zoals die nog in het Duitse Rheiderland aanwezig zijn. Verder landinwaarts lag een enorm veengebied, het Reiderwolde, waarbinnen vele veenontginningsnederzettingen lagen. Overblijfselen hiervan zijn nog aanwezig.

### Politieke grenzen
Vóór de overstromingen van de Dollard werd de landgrens tussen Reiderland en het landschap Oldambt grotendeels bepaald door het veenriviertje de Tjamme. Deze grens wordt uitgebreid beschreven in een tweetal verdragen met de jaartallen 1391 en 1420. Het gebied ten zuiden en oosten van de Tjamme behoorde aan Reiderland en viel onder het bisdom Osnabrück, samen met Westerwolde.
Een andere grens was de Eems in het noorden en het oosten. De westelijke grens is niet meer bekend, maar zal onnauwkeurig zijn geweest en in het moerassige veen ten zuiden van Reide hebben gelegen. De zuidelijke grens van Reiderland wordt in het Nederlandse deel gevormd door de zuidgrens van de gemeente Winschoten en de voormalige gemeenten Blijham en Bellingwolde. Het gebied ten zuiden hiervan was het landschap Westerwolde.
Westerwolde heeft nooit deel uitgemaakt van Reiderland, ondanks opvattingen daarover uit de negentiende eeuw. Deze misvatting  komt voort uit het feit dat de familie Addinga, de heren van Westerwolde, tevens in het bezit was van de jurisdictie van Winschoten en omgeving. Hierdoor konden de Addinga's in een tweetal verdragen uit 1391 en 1420 optreden als hoofdelingen van het Reiderland.
Van de vijf onderdelen van het oude Reiderland werden het Niederrheiderland en Oberrheiderland in de 15e eeuw bij Oost-Friesland gevoegd, samen met enkele dorpen in de omgeving van Emden. Het Ulsder vijfdedeel viel uiteen in 't Gericht van Winschoten, dat omstreeks 1435 bij het Wold-Oldambt werd gevoegd, en de heerlijkheid Bellingwolde en Blijham cum annexis, die vanaf 1488 definitief tot Westerwolde ging behoren. De Punt van Reide (met het dorp Westerreide) werd bij het Klei-Oldambt gevoegd. De overige dorpen van het Reiderland, waarvan alleen de namen nog bekend zijn. zijn verdronken in de Dollard.

### Kerkelijke grenzen
Het grootste deel van Reiderland behoorde tot het bisdom Münster. De zuidkant maakte - net als Westerwolde en het Emsland - deel uit van het aartsdiaconaat Friesland binnen het bisdom Osnabrück. Tot Osnabrück behoorden de kerspelen Beerta, Ulsda, Winschoten, Westerlee, Blijham, Bellingwolde, Stapelmoor en Vellage. De grens werd gevormd door het riviertje de Tjamme en liep vervolgens vanaf de noordrand van Beerta in een min of meer rechte lijn tot Rhede aan de Eems.

## Geschiedenis
Al vóór het begin van de jaartelling werden de wierden rond Eemsmonding door Friezen bevolkt. In de vroege middeleeuwen zijn er enkele dorpen bij gekomen. Vanaf de negende of tiende eeuw werden de eerste veenontginningsnederzettingen gesticht. Het gebied kwam tot snelle rijkdom, enerzijds door de ontginning van veen, anderzijds door de rijke weidelanden. Toen vreemde heersers in de dertiende eeuw uit Friesland verdreven waren, vormde het Reiderland - net als andere Friese gebieden - een zelfstandig rijksonmiddellijk territorium van het Heilige Roomse Rijk met een eigen wetgeving, het Reiderlander- of Bellingwolder Landrecht, in 1427 te boek gesteld in het Premonstratenser dubbelklooster Palmar. Hier zullen ook de belangrijkste volksvergaderingen plaats hebben gevonden, zoals blijkt uit het erfrecht van Reiderland dat in 1427 werd bekrachtigd door tien gekozen rechters in een plectige bijeenkomst te Palmar (in communi cetu Palle). Een andere notitie uit 1620 stelt dat "de particuliere Landdaghen, warven ende waerdaghen" (dat is de waterstaatsrechtspraak) op de Reiderzijlen "of daeromtrent in de cloosteren van Reide of Palmaer zijn gheholden".
Het Reiderland was in de late middeleeuwen een welvarende landstreek, totdat door een reeks overstromingen in de vijftiende en zestiende eeuw een groot deel van het gebied aan de zee moest worden prijsgegeven. Als directe aanleiding worden de vetes tussen de Schieringers en Vetkopers genoemd. De dijken waren echter zwak en het achterland was door de daling van het veen erg kwetsbaar geworden, zodat het zeewater diep kon doordringen. Veel dorpen verdwenen onder het water van de hierdoor ontstane Dollard. In de periode van de zestiende tot en met de negentiende eeuw werden grote delen van de Dollard weer door indijking als polderland teruggewonnen. In de weidse polders ontstonden de grote graanbedrijven waarom de streek bekendstaat. De Dollard is een onderdeel van het beschermde waddengebied geworden.
Het middeleeuwse landschap Reiderland (Terra reidensis) is genoemd naar de nederzetting Reide. De overblijfselen van Reide zijn te vinden op de Punt van Reide. Het achterland van Reide omvatte een groot aantal kerspelen. Belangrijke plaatsen waren onder meer Oosterreide, Reiderwolde, Nesse, Hatzum, Jemgum, Bunde en Weener. Volgens een 16e-eeuwse sage zou het dorpje Torum een marktplaats zijn geweest.
Het westelijke deel van het Reiderland is toegevallen aan de stad Groningen, het oostelijke deel aan Oost-Friesland. De verdeling was vermoedelijk al een feit in 1427 en werd in de jaren 1431 tot 1435 definitief bekrachtigd. Hij werd vervolgens geformaliseerd in 1464 met de belening van Ulrich Cirksena met het graafschap Oost-Friesland.
De grens tussen beide delen werd gevormd door de Reider Ae, het vervolg van de Westerwoldse Aa en de Pekel A, en vormde in latere eeuwen de grens tussen Duitsland en Nederland. De laatste overblijfselen van het landschap zijn: de Punt van Reide, delen van de voormalige gemeente Reiderland, het Duitse Rheiderland, de Dollard en het voormalige eiland Nesse, dat is opgenomen in het havengebied van Emden. Omstreden was het lot van de dorpen Bellingwolde en Blijham, waar de Addinga's van Westerwolde weliswaar aanspraken op maakten, maar die ten minste van 1478 tot 1498 onder het gezag van de stad Groningen vielen. Hier gold voortaan het Oldambtster landrecht van 1471.

### Kloosters in Reiderland
In Reiderland hebben vijf kloosters gestaan. Het klooster Palmar bij het verdwenen dorp Tijsweer was afgebeeld in het landszegel van Reiderland. Andere kloosters bevonden zich bij Heiligerlee, Oosterreide, Wymeer (Commanderij Dünebroek) en Jemgum.

## Bevolking
Het Reiderland staat politiek en cultureel bekend als een bijzonder gebied. Het socialisme heeft er een grote aanhang. Aan Duitse kant van de grens is de Sozialdemokratische Partei Deutschlands (SPD) sterk. Aan Nederlandse kant is een groot deel van de bevolking het communisme toegedaan; de gemeente Oldambt is een bolwerk van de Nieuwe Communistische Partij Nederland (NCPN).
In religieus opzicht was zowel het Nederlandse als het Duitse deel vanouds overwegend calvinistisch. Vooral in Duitsland is dat opmerkelijk, omdat de meeste protestanten er luthers zijn. Zowel het Oldambt als het Duitse Reiderland behoorden in de achttiende eeuw tot de bolwerken van de Nadere Reformatie. Terwijl zich echter in Nederland in de negentiende eeuw liberalisme, vrijzinnigheid en ten slotte ook vrij socialisme doorzetten, bleef men aan de Duitse zijde meer conservatief georiënteerd. De doorbraak van de sociaaldemocratie begon na de Tweede Wereldoorlog.
Zo'n 70% van de bevolking van het Duitse deel lid van de Evangelisch-reformierte Kirche, vergelijkbaar met de Nederlandse Hervormde Kerk (nu Protestantse Kerk in Nederland). In Bunde (82%) en de kleinere dorpen is dat percentage nog veel hoger. Een kleine minderheid is luthers. Katholieken zijn er nauwelijks. Aan Nederlandse kant is de bevolking daarentegen grotendeels onkerkelijk en is nog slechts een klein deel lid van een kerkgenootschap.
Door de invloed van het calvinisme en de banden met Nederland was ook in het Duitse deel het Nederlands nog tot het midden van de negentiende eeuw (in kerkelijke kringen tot ca. 1900) de belangrijkste taal. Bovendien is het Groningse/Oost-Friese dialect van het Nedersaksisch sterk beïnvloed door het Nederlands en nauw verwant met de dialecten van het Oldambt. Daardoor spraken inwoners van de Nederlandse en de Duitse kant van Reiderland vanouds min of meer dezelfde streektaal. Door de invloed van moderne massamedia zijn de dialecten na de Tweede Wereldoorlog echter sterk uit elkaar gegroeid. Het oude Rheiderlander platt is inmiddels grotendeels verdrongen door Ostfreesk platt en ook aan de Nederlandse kant van de grens vindt er een vervlakking plaats.

### Bevolkingsaantal
De landstreek bestaat uit de gemeenten Weener (stad), Jemgum en Bunde.
In 2022 had de streek volgens de data van de landkreis Leer in totaal 27.284 inwoners.
- Weener 15.949 inwoners
- Bunde 7.754 inwoners
- Jemgum 3.581 inwoners

## Vernoemingen
'Reiderland'  was de naam van een waterschap rond het stroomgebied van de Westerwoldse Aa, opgericht in 1864 en in 1964 opgegaan in het Reiderzijlvest. Aan de Duitse zijde werd in 1963 het waterschap Rheider Deichacht gevormd, dat vijf kleinere waterschappen in zich opnam.
Reiderland was tevens de naam van een strokartonfabriek in Winschoten (1914-1968). Verder was er een 'Hotel Reiderland' in Bellingwolde en bestaat er een firma 'Klokkengieterij Reiderland' te Beerta. De Stichting Woningbeheer Reiderland was een samenwerkingsverband van woningcorporaties in de gemeenten Beerta, Bellingwedde, Finsterwolde en Nieuweschans, opgericht in 1980 en opgeheven in 1993; de organisatie ging op in woningcorporatie Acantus.
De Rheiderland-Zeitung is een regionaal dagblad dat sinds 1860 in Weener verschijnt en veel bijdraagt aan het het identiteitsgevoel in het Duitse deel van het gebied.